# Pyrrhura orcesi
O Tiriba-do-el-oro (Pyrrhura orcesi) é uma espécie de ave da família Psittacidae. É endémica do Equador.
Seus habitats naturais são florestas subtropicais ou tropicais húmidas de baixa altitude. Está ameaçada por perda de habitat.